# Envejecimiento activo
Envejecimiento activo es un concepto definido por la Organización Mundial de la Salud (OMS) como el proceso de optimización de las oportunidades de salud, participación y seguridad con el fin de mejorar la calidad de vida a medida que las personas envejecen. El envejecimiento activo se aplica tanto a los individuos como a los grupos de población. Permite a las personas realizar su potencial de bienestar físico, social y mental a lo largo de todo su ciclo vital y participar en la sociedad de acuerdo con sus necesidades, deseos y capacidades, mientras que les proporciona protección, seguridad y cuidados adecuados cuando necesitan asistencia.

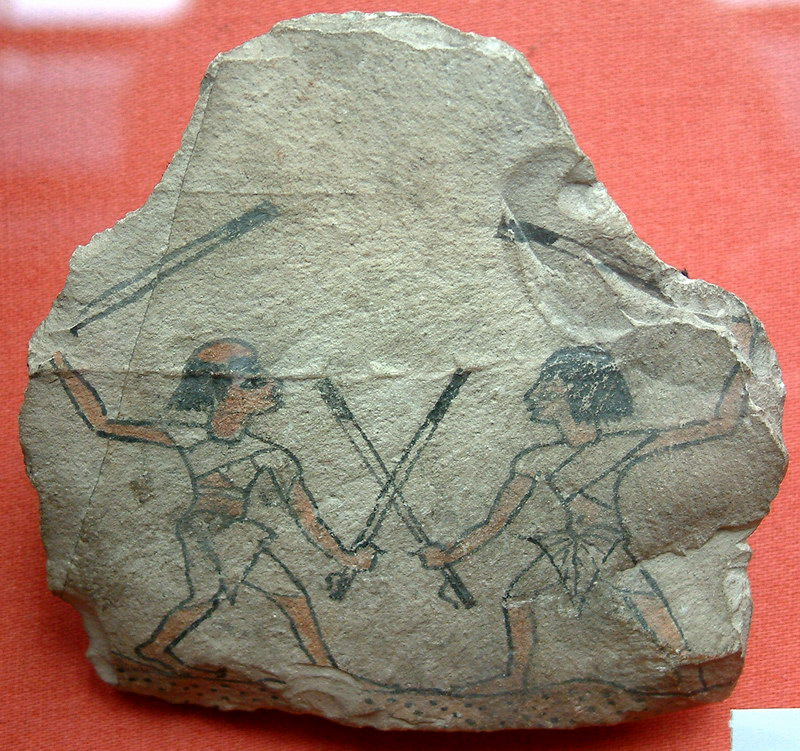
Dos hombres practicando el Tahtib, uno de ellos ha perdido el cabello, indicando una edad avanzada aunque evidentemente activa, encontrado en una Ostraca del Antiguo Egipto, Louvre

## Antecedentes
El principal impulsor del novedoso enfoque sobre la madurez demográfica de las poblaciones fue la Organización Mundial de la Salud introduciendo el concepto envejecimiento activo (active ageing o active aging). Los fundamentos del concepto ya aparecen en 1982, en el Plan de Acción Internacional de Viena sobre el envejecimiento consolidándose en la década de los años 90 del siglo XX. Otros términos relacionados son envejecimiento exitoso (en Estados Unidos Successful aging) y envejecimiento saludable (Healthy ageing), denominaciones que desean relegar una concepción negativa de la madurez y la vejez humana (considerada paliativa y moribunda) en los últimos años de vida.

Nuevas investigaciones indican la importancia del entorno físico y social en la promoción del envejecimiento activo y saludable en el lugar.

## Definición
La OMS define en envejecimiento activo como el proceso de optimización de las oportunidades de salud, participación y seguridad con el fin de mejorar la calidad de vida a medida que las personas envejecen. El envejecimiento activo se aplica tanto a los individuos como a los grupos de población. Permite a las personas realizar su potencial de bienestar físico, social y mental a lo largo de todo su ciclo vital y participar en la sociedad de acuerdo con sus necesidades, deseos y capacidades, mientras que les proporciona protección, seguridad y cuidados adecuados cuando necesitan asistencia.
El término "activo" se refiere a la participación continua de los adultos mayores en forma individual y colectiva, en los aspectos sociales, económicos, culturales, espirituales y cívicos, y no solamente a la capacidad para estar físicamente en lo laboral o participar en la mano de obra. En sus inicios, algunas definiciones le dieron mayor énfasis al aspecto laboral definiéndola como la capacidad de las personas de llevar vidas productivas en la sociedad y en la economía a medida que se envejece
Ahora bien, en el plano operativo, dicho concepto se refiere al empoderamiento de los adultos mayores en los aspectos biológicos, psicológicos y sociales en los que están inmersos, considerando cambios inherentes a la edad, riesgos ambientales y psicosociales, así como las medidas preventivas que pueden aplicar.

### Los cuatro pilares del envejecimiento activo
El envejecimiento hace referencia a cuatro aspectos fundamentales:
- Salud (física y mental).
- Participación en la sociedad.
- Seguridad
- Aprendizaje durante toda la vida.

## El año del envejecimiento activo
2012 ha sido designado por la Unión Europea como el Año Europeo del Envejecimiento Activo y de la solidaridad intergeneracional. Su objetivo es animar a los Estados miembro a encontrar soluciones innovadoras para los problemas económicos, sociales y sanitarios de una población que envejece y a invitar a los mayores a seguir jugando un papel importante en la sociedad, además de fortalecer la solidaridad intergeneracional.